# Teri Meherbaniyan
Teri Meherbaniyan è un film del 1985, diretto da B. Vijay Reddy

## Colonna sonora
1. Asha Bhosle – Aag Lage Tanman Mein
2. Kavita Krishnamurthy – Aai Jawani Mori Chunariya
3. Shabbir Kumar, Kavita Krishnamurthy – Aanchal Udaya Maine
4. Shabbir Kumar, Anuradha Paudwal – Dil Bekraar Tha Dil Bekraar Hai
5. Shabbir Kumar – Teri Meherbaniyan